# Мадонна із немовлям (Донателло, Відень)
«Мадо́нна із немовля́м» (нім. Madonna mit dem Kinde) — бронзовий барельєф, що приписується італійському скульптору Донателло (1386—1466). Створений близько 1443 року у Флоренції. Мармурова рама роботи Дезідеріо да Сеттіньяно (1430—1464) створена близько 1445 року. Зберігається у Кунсткамері у Музеї історії мистецтв, Відень (інвен. номер КК 7462).
На бронзовому тондо Донателло зобразив «Мадонну смирення» (італ. Madonna dell'Umiltà) — цей тип Мадонни був особливо популярний у Флоренції: Богоматір із немовлям дуже скромно і у природній позі сидить на землі. Її суворий серйозний вираз обличчя характерний для стилю скульптури епохи Відродження. Це стосується також і жвавих рухів дітей, наприклад, маленький Ісус грає вуаллю своєї матері, а обидва янголи-путті, радісно жестикулюючи, розтягують гірлянду. 
Рельєф був створений Донателло, ймовірно, відразу після того, як він залишив Падую у 1444 році. Разом із чудовою мармуровою рамою, створеною Дезідеріо, учнем Донателло, спеціально для цього тодно, вишуканий вівтарний образ із бронзи представляє приватний домашній вівтар, який, ймовірно, був створений для Козімо Медічі Старого (1389—1464). Рельєф потрапив до Кунсткамери Музею історії мистецтв через колекцію Есте. 